# Ye Jiangchuan
Ye Jiangchuan (chinesisch 葉江川 / 叶江川, Pinyin Yè Jiāngchuān; * 20. November 1960 in Wuxi) ist ein chinesischer Schachmeister.

## Leben
Ye ist seit 1993 Großmeister, mehrfacher Landesmeister Chinas (1981, 1984, 1986, 1987, 1989, 1994, 1996) und war jahrelang führender Spieler in China. 2001 stieß Ye bei der FIDE-K.-o.-Weltmeisterschaft bis ins Achtelfinale vor, wo er dem späteren Vize-Weltmeister Wassyl Iwantschuk mit 0,5:1,5 unterlag. Ye qualifizierte sich für den Schach-Weltpokal 2005, scheiterte aber bereits in der ersten Runde an seinem Landsmann Xu Jun.
Ye wird bei der FIDE als inaktiv geführt, da er nach der chinesischen Mannschaftsmeisterschaft 2009 keine Elo-gewertete Partie mehr gespielt hat. Zuletzt zu den besten 20 der Welt gehörte er im April 2003, dem Monat, an dem er seine bisher höchste Elo-Zahl von 2684 hatte.

## Nationalmannschaft
Mit der chinesischen Nationalmannschaft nahm Ye Jiangchuan von 1982 bis 2004 an allen zwölf Schacholympiaden teil. Er erreichte 1982 das zweitbeste Ergebnis am vierten Brett. Außerdem nahm er an den Mannschaftsweltmeisterschaften 1985 und 1989 sowie den asiatischen Mannschaftsmeisterschaften 1981, 1983, 1987, 1989, 1993, 1999 und 2003 teil. Er wurde 1983, 1987, 1989 und 2003 asiatischer Mannschaftsmeister und erreichte 1981 den zweiten Platz, in der Einzelwertung erreichte er 1981 am ersten Reservebrett, 1983 am dritten Brett und 1985 am zweiten Brett jeweils das beste Ergebnis, 1993 und 2003 jeweils am Spitzenbrett das zweitbeste Ergebnis.

## Vereine
In der chinesischen Mannschaftsmeisterschaft spielte Ye 2005 bis 2007 sowie 2009 für die Beijing Patriots, mit denen er 2005 und 2006 Meister wurde.